# Тимотей Констамонитски
Тимотей (на гръцки: Άγιος Τιμόθεος) е гръцки светец, мъченик от времето на Гръцката война за независимост.

## Биография
Житието на Свети Тимотей е известно от труда на монаха Доситей Констамонитски „Νέον Υπόμνημα των νεοφανών Ιερομαρτύρων και Οσιομαρτύρων“. Тимотей е роден в някое от селата на Берска епархия, тогава в Османската империя, днес в Гърция. Като млад се жени, но след като отава вдовец се замонашва в светогорския манастир Констамонит. При избухването на Гръцката революция в 1821 година, Тимотей вече над 60-годишен, е заловен с други монаси и затворен в Солун. В затвора е измъчван от Робут паша и убит в 1822 година.